# FC Kolos Kovalivka
FC Kolos Kovalivka este un club profesionist de fotbal ucrainean din satul Kovalivka, regiunea Kiev, care concurează în Premier Liga ucraineană, au promovat în prima ligă ucraineană pe 8 iunie 2019, pentru prima dată în istoria lor. Culorile clubului sunt alb și negru.

## Istorie
Clubul a fost înființat în 2012 și până în 2015 a participat în campionatul regiunional Kiev, jucându-și jocurile într-un oraș vecin Hlevaha. Echipa a fost campioană de trei ori din 2012 până în 2014.
Clubul a debutat în 2014 în liga ucraineană de amatori de fotbal. Mai târziu în acel an, după ce a câștigat Turneul Memorial Oleh Makarov, care se joacă iarna, antrenorul principal Ruslan Kostyshyn a anunțat că clubul intenționează să meargă în fotbalul profesionist. În acel an, în 2015, după ce a terminat pe locul trei în liga ucraineană de amatori de fotbal, clubul a obținut statutul profesional și s-a alăturat echipelor LPF intrând în liga a doua ucraineană.
În primul lor sezon, clubul a câștigat campionatul și a promovat în prima ligă ucraineană.
Pe 29 iulie 2020, FC Kolos în prelungiri a învins FK Mariupol cu 1 : 0 și s-a calificat la competițiile europene. Antrenorul principal Ruslan Kostyshyn a fost pur și simplu șocat, declarând că nu se aștepta ca clubul său să ocupe locul 8.

## Bilanț Sportiv

### Palmares
| Campionate Naționale | Cupe Naționale                       |
| --- | ------------------------------------ |
| - Campionatul ucrainean L2 (0) : - Vice-campioni : 2019 - Campionatul ucrainean L3 (1) : - Campioni : 2016 - Regional Kiev (3) : - Campioni : 2012, 2013, 2014 | - Cupa Ucrainei () : - Optimi : 2020 |

### Sezoane
| Sezoane   | Div. | Liga         | Loc |       |
| --------- | ---- | ------------ | --- | ----- |
| 2015–2016 | 3.   | Druha Liga   | 1.  | [ 5 ] |
| 2016–2017 | 2.   | Persha Liga  | 5.  | [ 6 ] |
| 2017–2018 | 2.   | Persha Liga  | 5.  | [ 7 ] |
| 2018–2019 | 2.   | Persha Liga  | 2.  | [ 8 ] |
| 2019–2020 | 1.   | Premier Liga | 6.  |       |

### Bilanț european
Victorie
      Remiză
      Învins
| Sezon     | Competiție    | Tur       | Adversar     | Acasă | Deplasare  | Total |
| --------- | ------------- | --------- | ------------ | ----- | ---------- | ----- |
| 2020-2021 | Europa League | Turul II  | Aris Salonic | n/a   | 2 - 1      | 2 - 1 |
| 2020-2021 | Europa League | Turul III | HNK Rijeka   | n/a   | 0 - 2 d.p. | 0 - 2 |

Note : n/a – nu s-a jucat; d.p. – după prelungiri.

## Referință
1. ↑  From competitions of the PFL to continental competitions! Compliments to "Kolos" (Зі змагань ПФЛ - до континентальних турнірів! Вітаємо "Колос"). Professional Football League. 30 July 2020
2. 1 2 3  Історія створення футбольного клубу "Колос" [History of the formation of the club "Kolos"]. Kolos Kovalika Official Website (în ucraineană). 2015. Accesat în 1 iulie 2016.
3. ↑  Колос Ковалівка - чемпіон другої ліги сезону-2015/16 [Kolos Kovalivka - 2015–16 Second League Champions]. UA-Football (în ucraineană). 21 mai 2016. Accesat în 1 iulie 2016.
4. ↑  Dmitriy Malianov. Ruslan Kostyshyn, "I did not think that Kolos in its debut season in the UPL will qualify for the European cups. I am not an idiot (Руслан Костышин: "Не думал, что "Колос" в дебютном сезоне УПЛ выйдет в еврокубки. Я же не идиот"). Footboom. 29 July 2020
5. ↑  http://www.rsssf.com/tableso/oekr2016.html
6. ↑  http://www.rsssf.com/tableso/oekr2017.html
7. ↑  http://www.rsssf.com/tableso/oekr2018.html
8. ↑  http://www.rsssf.com/tableso/oekr2019.html

## Legături externe
- Kolos Kovalivka
- Official website